# Procecidochares flavipes
Procecidochares flavipes är en tvåvingeart som beskrevs av Aldrich 1929. Procecidochares flavipes ingår i släktet Procecidochares och familjen borrflugor. Inga underarter finns listade i Catalogue of Life.